# Санта Катерина (Болцано)
Санта Катерина је насеље у Италији у округу Болцано, региону Трентино-Јужни Тирол.
Према процени из 2011. у насељу је живело 272 становника. Насеље се налази на надморској висини од 1247 м.